# Tripteridia acroscotia
Tripteridia acroscotia là một loài bướm đêm trong họ Geometridae.